# Klubowy Puchar Europy w szachach (2022)
2022 – trzydziesty siódmy sezon Klubowego Pucharu Europy w szachach. Rozgrywki odbyły się w Mayrhofen w dniach 3–9 października 2022 roku. Tytuł zdobył czeski 1. Novoborský ŠK.

## Format rozgrywek
Turniej odbywał się systemem szwajcarskim na dystansie siedmiu rund. W przypadku identycznej liczby punktów decydował olimpijski system Sonneborna-Bergera. Przy dalszej równości uwzględniano kolejno: łączną liczbę punktów uzyskanych przez zawodników, system Buchholza i pełny system Sonneborna-Bergera.

## Uczestnicy
W nawiasie podano średni ranking Elo. Źródło: Chess-Results.com

- Blackthorne (2237)
- Celtic Tigers (2179)
- Sharks 4NCL (2272)
- Raika Rapid Feffernitz (2122)
- Schach ohne Grenzen (2409)
- SK Absam (2363)
- SK Zell/Zillertal (2284)
- Vüqar Həşimov (2571)
- CRELEL Liège (1971)
- De Pluspion Wachtebeke (2307)
- K Brugse SK (2356)
- KSK Rochade Eupen-Kelmis (2377)
- SF Wirtzfeld (2323)
- 1. Novoborský ŠK (2684)
- BŠŠ Frýdek-Místek (2315)
- Moravská Slavia Brno (2443)
- Etelä-Vantaan Shakki (2182)
- Jyväs-Shakki (2183)
- Vammalan Shakkikerho (2278)
- Asnières – Le Grand Échiquier (2664)
- Clichy-Echecs 92 (2646)
- CA Andreu Valencia Origin Chess (2348)
- CA Silla-Valencia Origin of Chess (2613)
- Amevo Apeldoorn (2288)
- Leidsch SG 1 (2411)
- Leidsch SG 2 (2199)
- SC En Passant (2176)
- SV Paul Keres (2369)
- Zuid-Limburg (2136)
- Ennis Chess Club (2200)
- Gonzaga Chess Club (2123)
- St Benildus Chess Club (1902)
- Skákdeild Fjölnis (2303)
- Skákfélag Akureyrar (2192)
- Taflfélag Reykjavíkur (2377)
- Víkingaklúbburinn (2296)
- Beer Sheva Chess Club (2563)
- Haifa-Nesher Chess Club (2220)
- Kfar Saba Chess Club (2476)
- KSH Dardania (2224)
- KSH Drejtësia (2267)
- Juoda balta Wilno (2221)
- CE Dudelange (2077)
- De Sprénger Echternach (2302)
- Gambit Bonnevoie (2246)
- Le Cavalier Differdange (2254)
- Perfect (2426)
- Bayern Monachium (2526)
- SK König Tegel 1949 (2276)
- SC Viernheim (2631)
- SF Berlin 1903 (2287)
- SG Solingen (2368)
- Bærum SS (2288)
- Nordstrand SK (2197)
- Offerspill SK (2617)
- SOSS @TheKnagg (2170)
- CSU ASE Superbet (2713)
- ŠK Dunajská Streda (2415)
- ŠK Modra (2237)
- Tajfun – ŠK Ljubljana (2660)
- SG Riehen (2450)
- SG Zürich (2428)
- SK Rockaden Stockholm (2398)
- Stockholms SS (2357)
- Team Pelaro Alingsås SS (2235)
- Wasa SK (2341)
- Deniz Su Aquamatch Satranç (2235)
- Göktürk Satranç SK (2476)
- Sentimento Ajka BSK (2560)
- WorldTradingLab Club 64 Modena (2098)

## Rozgrywki

### Runda 1
Źródło: Chess-Results.com
3 października 2022
| Víkingaklúbburinn – CSU ASE Superbet ½:5½                    |
| 1. Novoborský ŠK – Amevo Apeldoorn 5½:½                      |
| Bærum SS – Asnières – Le Grand Échiquier 0:6                 |
| Tajfun – ŠK Ljubljana – SF Berlin 1903 6:0                   |
| Wasa SK – Clichy-Echecs 92 ½:5½                              |
| SC Viernheim – SK Zell/Zillertal 6:0                         |
| Vammalan Shakkikerho – Offerspill SK ½:5½                    |
| CA Silla-Valencia Origin of Chess – SK König Tegel 1949 5½:½ |
| Sharks 4NCL – Vüqar Həşimov ½:5½                             |
| Beer Sheva Chess Club – KSH Drejtësia 4½:1½                  |
| Le Cavalier Differdange – Sentimento Ajka BSK ½:5½           |
| Bayern Monachium – Gambit Bonnevoie 4:2                      |
| Blackthorne – Göktürk Satranç SK 1½:4½                       |
| Kfar Saba Chess Club – ŠK Modra 6:0                          |
| Team Pelaro Alingsås SS – SG Riehen 1½:4½                    |
| Moravská Slavia Brno – Deniz Su Aquamatch Satranç 2½:3½      |
| KSH Dardania – SG Zürich 1½:4½                               |
| Perfect – Juoda balta Wilno 3:3                              |
| Haifa-Nesher Chess Club – ŠK Dunajská Streda 1½:4½           |
| Leidsch SG 1 – Ennis Chess Club 3½:2½                        |
| Leidsch SG 2 – Schach ohne Grenzen 2:4                       |
| SK Rockaden Stockholm – Nordstrand SK 3:3                    |
| BŠŠ Frýdek-Místek – WorldTradingLab Club 64 Modena 4½:1½     |
| Skákfélag Akureyrar – Taflfélag Reykjavíkur 1½:4½            |
| KSK Rochade Eupen-Kelmis – Jyväs-Shakki 4½:1½                |
| Etelä-Vantaan Shakki – SV Paul Keres 1½:4½                   |
| SG Solingen – Celtic Tigers 4½:1½                            |
| SC En Passant – SK Absam 1½:4½                               |
| Stockholms SS – SOSS @TheKnagg 4:2                           |
| Zuid-Limburg – K Brugse SK 2:4                               |
| CA Andreu Valencia Origin Chess – Gonzaga Chess Club 3½:2½   |
| Raika Rapid Feffernitz – SF Wirtzfeld 1:5                    |
| CE Dudelange – De Pluspion Wachtebeke 0:6                    |
| Skákdeild Fjölnis – CRELEL Liège 5½:½                        |
| St Benildus Chess Club – De Sprénger Echternach 2:4          |

### Runda 2
Źródło: Chess-Results.com
4 października 2022
| CSU ASE Superbet – ŠK Dunajská Streda 5:1                   |
| Leidsch SG 1 – 1. Novoborský ŠK 1:5                         |
| Asnières – Le Grand Échiquier – Schach ohne Grenzen 4½:1½   |
| Taflfélag Reykjavíkur – Tajfun – ŠK Ljubljana 1:5           |
| Clichy-Echecs 92 – KSK Rochade Eupen-Kelmis 5:1             |
| SV Paul Keres – SC Viernheim 1:5                            |
| Offerspill SK – SG Solingen 5½:½                            |
| SK Absam – CA Silla-Valencia Origin of Chess 1:5            |
| Vüqar Həşimov – Stockholms SS 4½:1½                         |
| K Brugse SK – Beer Sheva Chess Club ½:5½                    |
| Sentimento Ajka BSK – CA Andreu Valencia Origin Chess 4½:1½ |
| SF Wirtzfeld – Bayern Monachium 1½:4½                       |
| Göktürk Satranç SK – BŠŠ Frýdek-Místek 5:1                  |
| De Pluspion Wachtebeke – Kfar Saba Chess Club 2½:3½         |
| SG Riehen – Skákdeild Fjölnis 3½:2½                         |
| SG Zürich – De Sprénger Echternach 2½:3½                    |
| Deniz Su Aquamatch Satranç – Perfect 3:3                    |
| Juoda balta Wilno – SK Rockaden Stockholm 2:4               |
| Nordstrand SK – Moravská Slavia Brno 1½:4½                  |
| Haifa-Nesher Chess Club – Wasa SK 3½:2½                     |
| Ennis Chess Club – Víkingaklúbburinn 2:4                    |
| Amevo Apeldoorn – Leidsch SG 2 3½:2½                        |
| WorldTradingLab Club 64 Modena – Blackthorne 2½:3½          |
| Skákfélag Akureyrar – Bærum SS 3:3                          |
| SF Berlin 1903 – Jyväs-Shakki 2½:3½                         |
| SK Zell/Zillertal – Etelä-Vantaan Shakki 4½:1½              |
| Celtic Tigers – Vammalan Shakkikerho 1½:4½                  |
| SK König Tegel 1949 – SC En Passant 3½:2½                   |
| SOSS @TheKnagg – Sharks 4NCL 2:4                            |
| KSH Drejtësia – Zuid-Limburg 4:2                            |
| Gonzaga Chess Club – Le Cavalier Differdange 2½:3½          |
| Gambit Bonnevoie – Raika Rapid Feffernitz 5:1               |
| ŠK Modra – CE Dudelange 4½:1½                               |
| CRELEL Liège – Team Pelaro Alingsås SS 4:2                  |
| St Benildus Chess Club – KSH Dardania 2½:3½                 |

### Runda 3
Źródło: Chess-Results.com
5 października 2022
| Vüqar Həşimov – CSU ASE Superbet 2:4                           |
| 1. Novoborský ŠK – Beer Sheva Chess Club 4:2                   |
| Sentimento Ajka BSK – Asnières – Le Grand Échiquier 3:3        |
| Tajfun – ŠK Ljubljana – Bayern Monachium 4½:1½                 |
| Göktürk Satranç SK – Clichy-Echecs 92 3:3                      |
| SC Viernheim – Kfar Saba Chess Club 4:2                        |
| SG Riehen – Offerspill SK 2:4                                  |
| De Sprénger Echternach – CA Silla-Valencia Origin of Chess 0:6 |
| SK Rockaden Stockholm – Deniz Su Aquamatch Satranç 4½:1½       |
| Moravská Slavia Brno – De Pluspion Wachtebeke 4½:1½            |
| Skákdeild Fjölnis – SG Zürich 2:4                              |
| Perfect – Víkingaklúbburinn 3:3                                |
| ŠK Dunajská Streda – Amevo Apeldoorn 3½:2½                     |
| SK Zell/Zillertal – Leidsch SG 1 0:6                           |
| Schach ohne Grenzen – Vammalan Shakkikerho 4:2                 |
| SK König Tegel 1949 – Taflfélag Reykjavíkur 3½:2½              |
| KSK Rochade Eupen-Kelmis – Sharks 4NCL 3½:2½                   |
| KSH Drejtësia – SV Paul Keres 1½:4½                            |
| SG Solingen – Le Cavalier Differdange 4:2                      |
| Gambit Bonnevoie – SK Absam 2:4                                |
| Stockholms SS – Blackthorne 3½:2½                              |
| ŠK Modra – K Brugse SK 2:4                                     |
| Etelä-Vantaan Shakki – WorldTradingLab Club 64 Modena 1½:4½    |
| CA Andreu Valencia Origin Chess – KSH Dardania 6:0             |
| SF Wirtzfeld – Haifa-Nesher Chess Club 3½:2½                   |
| Jyväs-Shakki – BŠŠ Frýdek-Místek 1½:4½                         |
| Bærum SS – CRELEL Liège 4½:1½                                  |
| Nordstrand SK – Juoda balta Wilno 3½:2½                        |
| Wasa SK – Skákfélag Akureyrar 3:3                              |
| SOSS @TheKnagg – SF Berlin 1903 3½:2½                          |
| Team Pelaro Alingsås SS – Zuid-Limburg 3½:2½                   |
| Gonzaga Chess Club – Ennis Chess Club 2½:3½                    |
| Leidsch SG 2 – Raika Rapid Feffernitz 5:1                      |
| CE Dudelange – Celtic Tigers 1½:4½                             |
| SC En Passant – St Benildus Chess Club 4½:1½                   |

### Runda 4
Źródło: Chess-Results.com
6 października 2022
| CSU ASE Superbet – SC Viernheim 3:3                           |
| Offerspill SK – 1. Novoborský ŠK 2½:3½                        |
| CA Silla-Valencia Origin of Chess – Tajfun – ŠK Ljubljana 3:3 |
| Asnières – Le Grand Échiquier – Göktürk Satranç SK 4:2        |
| Clichy-Echecs 92 – Sentimento Ajka BSK 5½:½                   |
| SK Rockaden Stockholm – Vüqar Həşimov 1½:4½                   |
| Beer Sheva Chess Club – SV Paul Keres 4½:1½                   |
| Bayern Monachium – SG Solingen 5:1                            |
| Kfar Saba Chess Club – SK Absam 5:1                           |
| Stockholms SS – SG Riehen 2½:3½                               |
| K Brugse SK – Moravská Slavia Brno 1:5                        |
| SG Zürich – CA Andreu Valencia Origin Chess 3:3               |
| ŠK Dunajská Streda – SF Wirtzfeld 4½:1½                       |
| BŠŠ Frýdek-Místek – Leidsch SG 1 1½:4½                        |
| Schach ohne Grenzen – De Sprénger Echternach 4½:1½            |
| KSK Rochade Eupen-Kelmis – SK König Tegel 1949 2½:3½          |
| Bærum SS – Perfect 4:2                                        |
| Víkingaklúbburinn – Deniz Su Aquamatch Satranç 2½:3½          |
| Taflfélag Reykjavíkur – Nordstrand SK 4:2                     |
| De Pluspion Wachtebeke – Team Pelaro Alingsås SS 4½:1½        |
| KSH Dardania – Skákdeild Fjölnis ½:5½                         |
| Amevo Apeldoorn – Haifa-Nesher Chess Club 3½:2½               |
| WorldTradingLab Club 64 Modena – ŠK Modra 2:4                 |
| Ennis Chess Club – SK Zell/Zillertal 4:2                      |
| Vammalan Shakkikerho – Leidsch SG 2 4½:1½                     |
| Sharks 4NCL – Skákfélag Akureyrar 4:2                         |
| Jyväs-Shakki – KSH Drejtësia 4:2                              |
| Le Cavalier Differdange – Celtic Tigers 4:2                   |
| SC En Passant – Gambit Bonnevoie 3:3                          |
| Blackthorne – SOSS @TheKnagg 5:1                              |
| CRELEL Liège – Wasa SK 2½:3½                                  |
| Juoda balta Wilno – SF Berlin 1903 3:3                        |
| Raika Rapid Feffernitz – Etelä-Vantaan Shakki 3½:2½           |
| Zuid-Limburg – CE Dudelange 4:2                               |
| St Benildus Chess Club – Gonzaga Chess Club 2:4               |

### Runda 5
Źródło: Chess-Results.com
7 października 2022
| 1. Novoborský ŠK – CSU ASE Superbet 4½:1½                |
| Clichy-Echecs 92 – Asnières – Le Grand Échiquier 3:3     |
| Tajfun – ŠK Ljubljana – SC Viernheim 2½:3½               |
| CA Silla-Valencia Origin of Chess – Offerspill SK 2½:3½  |
| Moravská Slavia Brno – Vüqar Həşimov 2½:3½               |
| Beer Sheva Chess Club – ŠK Dunajská Streda 5:1           |
| Leidsch SG 1 – Bayern Monachium 1½:4½                    |
| Kfar Saba Chess Club – Schach ohne Grenzen 2:4           |
| SG Riehen – SK König Tegel 1949 3½:2½                    |
| Sentimento Ajka BSK – SK Rockaden Stockholm 3:3          |
| CA Andreu Valencia Origin Chess – Göktürk Satranç SK 3:3 |
| SG Zürich – Bærum SS 6:0                                 |
| Deniz Su Aquamatch Satranç – Taflfélag Reykjavíkur 2:4   |
| Skákdeild Fjölnis – KSK Rochade Eupen-Kelmis 2½:3½       |
| SV Paul Keres – Amevo Apeldoorn 3½:2½                    |
| De Sprénger Echternach – SG Solingen 3½:2½               |
| SK Absam – Vammalan Shakkikerho 3½:2½                    |
| Sharks 4NCL – Stockholms SS 4½:1½                        |
| Le Cavalier Differdange – K Brugse SK 2:4                |
| SF Wirtzfeld – Blackthorne 4½:1½                         |
| ŠK Modra – BŠŠ Frýdek-Místek 3½:2½                       |
| Ennis Chess Club – De Pluspion Wachtebeke 1:5            |
| Leidsch SG 2 – WorldTradingLab Club 64 Modena 3:3        |
| Perfect – Jyväs-Shakki 5½:½                              |
| Wasa SK – Gambit Bonnevoie 1½:4½                         |
| Nordstrand SK – Víkingaklúbburinn 2½:3½                  |
| SK Zell/Zillertal – SC En Passant 2½:3½                  |
| Celtic Tigers – KSH Drejtësia 3½:2½                      |
| Team Pelaro Alingsås SS – SOSS @TheKnagg 3½:2½           |
| Zuid-Limburg – KSH Dardania 2:4                          |
| Gonzaga Chess Club – Juoda balta Wilno 3½:2½             |
| Haifa-Nesher Chess Club – Raika Rapid Feffernitz 3½:2½   |
| Skákfélag Akureyrar – CRELEL Liège 5½:½                  |
| SF Berlin 1903 – Etelä-Vantaan Shakki 4:2                |
| CE Dudelange – St Benildus Chess Club 3½:2½              |

### Runda 6
Źródło: Chess-Results.com
8 października 2022
| SC Viernheim – 1. Novoborský ŠK 1½:4½                       |
| Asnières – Le Grand Échiquier – Beer Sheva Chess Club 4:2   |
| Bayern Monachium – Clichy-Echecs 92 ½:5½                    |
| Offerspill SK – Schach ohne Grenzen 4½:1½                   |
| Vüqar Həşimov – SG Riehen 5:1                               |
| CSU ASE Superbet – CA Silla-Valencia Origin of Chess 3½:2½  |
| Tajfun – ŠK Ljubljana – SG Zürich 5:1                       |
| SV Paul Keres – Sentimento Ajka BSK 0:6                     |
| Göktürk Satranç SK – SK Absam 4:2                           |
| K Brugse SK – Kfar Saba Chess Club 1½:4½                    |
| CA Andreu Valencia Origin Chess – Moravská Slavia Brno ½:5½ |
| De Pluspion Wachtebeke – ŠK Dunajská Streda 1½:4½           |
| Leidsch SG 1 – SF Wirtzfeld 3½:2½                           |
| De Sprénger Echternach – SK Rockaden Stockholm 2½:3½        |
| Taflfélag Reykjavíkur – KSK Rochade Eupen-Kelmis 3:3        |
| SK König Tegel 1949 – Sharks 4NCL 3:3                       |
| Perfect – ŠK Modra 4:2                                      |
| Gambit Bonnevoie – Víkingaklúbburinn 1:5                    |
| Deniz Su Aquamatch Satranç – Bærum SS 3:3                   |
| SG Solingen – SC En Passant 4½:1½                           |
| Stockholms SS – Team Pelaro Alingsås SS 5:1                 |
| BŠŠ Frýdek-Místek – KSH Dardania 4:2                        |
| WorldTradingLab Club 64 Modena – SF Berlin 1903 1½:4½       |
| Haifa-Nesher Chess Club – Skákdeild Fjölnis 3½:2½           |
| Amevo Apeldoorn – Ennis Chess Club 4:2                      |
| Vammalan Shakkikerho – Skákfélag Akureyrar 4½:1½            |
| Jyväs-Shakki – Le Cavalier Differdange 3:3                  |
| Blackthorne – Celtic Tigers 4:2                             |
| Wasa SK – Gonzaga Chess Club 4½:1½                          |
| Leidsch SG 2 – Nordstrand SK 3½:2½                          |
| SK Zell/Zillertal – Zuid-Limburg 4:2                        |
| KSH Drejtësia – Raika Rapid Feffernitz 4:2                  |
| Juoda balta Wilno – CE Dudelange 5½:½                       |
| SOSS @TheKnagg – CRELEL Liège 3½:2½                         |
| Etelä-Vantaan Shakki – St Benildus Chess Club 3½:2½         |

### Runda 7
Źródło: Chess-Results.com
9 października 2022
| 1. Novoborský ŠK – Asnières – Le Grand Échiquier 3½:2½          |
| Clichy-Echecs 92 – Offerspill SK 4:2                            |
| SC Viernheim – Vüqar Həşimov 4:2                                |
| CSU ASE Superbet – Tajfun – ŠK Ljubljana 3:3                    |
| SG Riehen – Beer Sheva Chess Club 2½:3½                         |
| Moravská Slavia Brno – Sentimento Ajka BSK 3:3                  |
| ŠK Dunajská Streda – Bayern Monachium 3½:2½                     |
| Schach ohne Grenzen – Göktürk Satranç SK 1½:4½                  |
| Kfar Saba Chess Club – Leidsch SG 1 3½:2½                       |
| SK Rockaden Stockholm – CA Silla-Valencia Origin of Chess 1½:4½ |
| KSK Rochade Eupen-Kelmis – SG Zürich 3:3                        |
| SK König Tegel 1949 – Perfect 2:4                               |
| Víkingaklúbburinn – Taflfélag Reykjavíkur 3:3                   |
| Sharks 4NCL – SV Paul Keres 1:5                                 |
| SG Solingen – Amevo Apeldoorn 4½:1½                             |
| SK Absam – De Sprénger Echternach 4½:1½                         |
| Bærum SS – Stockholms SS 3:3                                    |
| Vammalan Shakkikerho – K Brugse SK 2:4                          |
| Blackthorne – CA Andreu Valencia Origin Chess 1½:4½             |
| SF Wirtzfeld – ŠK Modra 2½:3½                                   |
| BŠŠ Frýdek-Místek – Deniz Su Aquamatch Satranç 2:4              |
| De Pluspion Wachtebeke – Haifa-Nesher Chess Club 2½:3½          |
| Nordstrand SK – WorldTradingLab Club 64 Modena 5:1              |
| Jyväs-Shakki – Wasa SK 2:4                                      |
| SF Berlin 1903 – Gambit Bonnevoie 3:3                           |
| Le Cavalier Differdange – Leidsch SG 2 3½:2½                    |
| SC En Passant – Skákdeild Fjölnis 1½:4½                         |
| Skákfélag Akureyrar – SK Zell/Zillertal 1½:4½                   |
| Ennis Chess Club – KSH Drejtësia 2:4                            |
| Celtic Tigers – Team Pelaro Alingsås SS 4½:1½                   |
| KSH Dardania – Gonzaga Chess Club 3½:2½                         |
| SOSS @TheKnagg – Juoda balta Wilno 2½:3½                        |
| CRELEL Liège – Etelä-Vantaan Shakki 2:4                         |
| Raika Rapid Feffernitz – CE Dudelange 4:2                       |
| St Benildus Chess Club – Zuid-Limburg 2½:3½                     |

## Klasyfikacja
Źródło: Chess-Results.com
| Msc | Zespół                            | M | W | R | P | Pkt |
| --- | --------------------------------- | - | - | - | - | --- |
| 1   | 1. Novoborský ŠK                  | 7 | 7 | 0 | 0 | 14  |
| 2   | Clichy-Echecs 92                  | 7 | 5 | 2 | 0 | 12  |
| 3   | SC Viernheim                      | 7 | 5 | 1 | 1 | 11  |
| 4   | Asnières – Le Grand Échiquier     | 7 | 4 | 2 | 1 | 10  |
| 5   | Beer Sheva Chess Club             | 7 | 5 | 0 | 2 | 10  |
| 6   | CSU ASE Superbet                  | 7 | 4 | 2 | 1 | 10  |
| 7   | Offerspill SK                     | 7 | 5 | 0 | 2 | 10  |
| 8   | Tajfun – ŠK Ljubljana             | 7 | 4 | 2 | 1 | 10  |
| 9   | Kfar Saba Chess Club              | 7 | 5 | 0 | 2 | 10  |
| 10  | Vüqar Həşimov                     | 7 | 5 | 0 | 2 | 10  |
| 11  | Göktürk Satranç SK                | 7 | 4 | 2 | 1 | 10  |
| 12  | ŠK Dunajská Streda                | 7 | 5 | 0 | 2 | 10  |
| 13  | CA Silla-Valencia Origin of Chess | 7 | 4 | 1 | 2 | 9   |
| 14  | Moravská Slavia Brno              | 7 | 4 | 1 | 2 | 9   |
| 15  | Sentimento Ajka BSK               | 7 | 3 | 3 | 1 | 9   |
| 16  | Perfect                           | 7 | 3 | 3 | 1 | 9   |
| 17  | SG Zürich                         | 7 | 3 | 2 | 2 | 8   |
| 18  | Bayern Monachium                  | 7 | 4 | 0 | 3 | 8   |
| 19  | SK Rockaden Stockholm             | 7 | 3 | 2 | 2 | 8   |
| 20  | Schach ohne Grenzen               | 7 | 4 | 0 | 3 | 8   |
| 21  | Deniz Su Aquamatch Satranç        | 7 | 3 | 2 | 2 | 8   |
| 22  | Leidsch SG 1                      | 7 | 4 | 0 | 3 | 8   |
| 23  | CA Andreu Valencia Origin Chess   | 7 | 3 | 2 | 2 | 8   |
| 24  | Taflfélag Reykjavíkur             | 7 | 3 | 2 | 2 | 8   |
| 25  | SG Riehen                         | 7 | 4 | 0 | 3 | 8   |
| 26  | Víkingaklúbburinn                 | 7 | 3 | 2 | 2 | 8   |
| 27  | KSK Rochade Eupen-Kelmis          | 7 | 3 | 2 | 2 | 8   |
| 28  | K Brugse SK                       | 7 | 4 | 0 | 3 | 8   |
| 29  | Haifa-Nesher Chess Club           | 7 | 4 | 0 | 3 | 8   |
| 30  | SK Absam                          | 7 | 4 | 0 | 3 | 8   |
| 31  | SG Solingen                       | 7 | 4 | 0 | 3 | 8   |
| 32  | SV Paul Keres                     | 7 | 4 | 0 | 3 | 8   |
| 33  | ŠK Modra                          | 7 | 4 | 0 | 3 | 8   |
| 34  | SK König Tegel 1949               | 7 | 3 | 1 | 3 | 7   |
| 35  | Stockholms SS                     | 7 | 3 | 1 | 3 | 7   |
| 36  | Sharks 4NCL                       | 7 | 3 | 1 | 3 | 7   |
| 37  | Le Cavalier Differdange           | 7 | 3 | 1 | 3 | 7   |
| 38  | Bærum SS                          | 7 | 2 | 3 | 2 | 7   |
| 39  | Wasa SK                           | 7 | 3 | 1 | 3 | 7   |
| 40  | Skákdeild Fjölnis                 | 7 | 3 | 0 | 4 | 6   |
| 41  | SF Wirtzfeld                      | 7 | 3 | 0 | 4 | 6   |
| 42  | De Pluspion Wachtebeke            | 7 | 3 | 0 | 4 | 6   |
| 43  | Amevo Apeldoorn                   | 7 | 3 | 0 | 4 | 6   |
| 44  | Vammalan Shakkikerho              | 7 | 3 | 0 | 4 | 6   |
| 45  | Gambit Bonnevoie                  | 7 | 2 | 2 | 3 | 6   |
| 46  | BŠŠ Frýdek-Místek                 | 7 | 3 | 0 | 4 | 6   |
| 47  | De Sprénger Echternach            | 7 | 3 | 0 | 4 | 6   |
| 48  | Juoda balta Wilno                 | 7 | 2 | 2 | 3 | 6   |
| 49  | Blackthorne                       | 7 | 3 | 0 | 4 | 6   |
| 50  | Celtic Tigers                     | 7 | 3 | 0 | 4 | 6   |
| 51  | KSH Drejtësia                     | 7 | 3 | 0 | 4 | 6   |
| 52  | SF Berlin 1903                    | 7 | 2 | 2 | 3 | 6   |
| 53  | SK Zell/Zillertal                 | 7 | 3 | 0 | 4 | 6   |
| 54  | KSH Dardania                      | 7 | 3 | 0 | 4 | 6   |
| 55  | Nordstrand SK                     | 7 | 2 | 1 | 4 | 5   |
| 56  | Jyväs-Shakki                      | 7 | 2 | 1 | 4 | 5   |
| 57  | Leidsch SG 2                      | 7 | 2 | 1 | 4 | 5   |
| 58  | SC En Passant                     | 7 | 2 | 1 | 4 | 5   |
| 59  | Gonzaga Chess Club                | 7 | 2 | 0 | 5 | 4   |
| 60  | Ennis Chess Club                  | 7 | 2 | 0 | 5 | 4   |
| 61  | Skákfélag Akureyrar               | 7 | 1 | 2 | 4 | 4   |
| 62  | SOSS @TheKnagg                    | 7 | 2 | 0 | 5 | 4   |
| 63  | Zuid-Limburg                      | 7 | 2 | 0 | 5 | 4   |
| 64  | Team Pelaro Alingsås SS           | 7 | 2 | 0 | 5 | 4   |
| 65  | Raika Rapid Feffernitz            | 7 | 2 | 0 | 5 | 4   |
| 66  | Etelä-Vantaan Shakki              | 7 | 2 | 0 | 5 | 4   |
| 67  | WorldTradingLab Club 64 Modena    | 7 | 1 | 1 | 5 | 3   |
| 68  | CRELEL Liège                      | 7 | 1 | 1 | 5 | 2   |
| 69  | CE Dudelange                      | 7 | 1 | 1 | 5 | 2   |
| 70  | St Benildus Chess Club            | 7 | 1 | 1 | 5 | 2   |